# Mstislav
Mstislav (in cirillico: Мстислав?) è un nome proprio di persona ceco maschile

## Varianti in altre lingue
- Polacco: Mścisław[1]

## Origine e diffusione
È composto dagli elementi slavi mšča ("vendetta") e slav ("gloria", presente in diversi altri nomi, come Miroslavo, Zdzisław, Svjatoslav e così via). Il significato complessivo può quindi essere interpretato come "vendetta e gloria".

## Onomastico
L'onomastico per le Chiese orientali ricorre il 14 giugno in memoria di san Mstislav di Novgorod. Per le altre confessioni il nome è invece adespota, pertanto l'onomastico ricade il giorno di Ognissanti, che è il 1º novembre.

## Persone

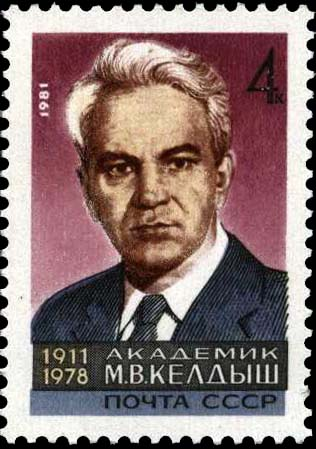
Mstislav Keldyš

- Mstislav I di Kiev, Gran Principe di Kiev
- Mstislav II di Kiev, Gran Principe di Kiev
- Mstislav III di Kiev, Gran Principe di Kiev
- Mstislav Dobužinskij, artista russo
- Mstislav Keldyš, fisico e matematico sovietico
- Mstislav Rostropovič, violoncellista e direttore d'orchestra russo naturalizzato statunitense
- Mstislav Mstislavič, principe della Rus' di Kiev